# TBS放送劇団
TBS放送劇団（TBSほうそうげきだん）は、かつて存在した東京放送専属の放送劇団。東京放送専属劇団（とうきょうほうそうせんぞくげきだん）、TBS劇団との表記もある。旧名称はラジオ東京放送劇団、東京テレビ劇団、東京ラジオ劇団。KR放送劇団、KR劇団との表記もある。

## 概要
1951年12月24日に設立。ラジオ東京編成局が運営しており。団員は契約者として社員に準する待遇を受けていた。最初の劇団員の募集は設立前の11月に行われ、15人（男性6人、女性9人）が採用された。
劇団員の基本給は最高1万5000円、最低で8500円程度。150時間の出演責任時間が設定されていた。これを超過した場合は1時間ごとに基本給の150分の1にあたる額が支給される。深夜時間に録音する場合は報酬が倍になるため、徹夜を望む劇団員の存在が語られている。スポンサーからの指名で仕事が入る劇団員が300時間出演することもあれば、責任時間に満たない時間しか仕事が得られない劇団員もおり、劇団員たちがどんな仕事でも得ようとした結果、演技の質の低下が指摘された。一方で、劇団員が男女関係を持つことや、嘱託講師の女優に男性の劇団員が取り入ろうとするなど、風紀の乱れが指摘された。
後に出演責任時間制度は廃止され、劇団員を三班に分けることで、テレビ放送の開始に備えた公開試演会を行い演技の勉強を行わせた。風刺の乱れに関しては問題を起こした劇団員、講師、スタッフなどを退団もしくは職務停止処分とすることで解決となった。1954年7月、ラジオ東京ホールのこけら落とし公演として公開試演会を開催。
1955年、ラジオ東京テレビ開局に合わせ、テレビ専門劇団員の募集を開始。4000人の応募から20人（男性8人、女性12人）が4期生として採用される。大平透、白石奈緒美ら4期生は花の4期生と呼ばれる存在となった。テレビ劇団員は朝9時に出社し、午後5時まで勤務するのが基本だが、撮影が深夜に及んだ場合などは局が指定した宿泊施設に泊まることになっていた。
1957年3月にクレジット上の表記を東京ラジオ劇団、東京テレビ劇団に改めた後、他局の番組や劇場映画にも出演することが可能になった。
1958年6月、テレビ専門の劇団員として6期生の募集を開始。6000人の応募から30人の合格者が残ったが、6期生を最後に新人の募集を停止した。6期生の入団により、劇団員59人となった。テレビ放送の開始後、放送劇団員の中にはテレビ番組や劇場映画で主役を得るものもいたが、大半の劇団員は脇役を主にし、専属の便利さから起用されることが多かったとされる。
1959年、NHKの東京放送劇団が劇団員との契約を見直したことを受けて、ラジオ東京放送劇団もラジオのみ専属、テレビはフリーとの契約体勢に変更され、テレビ部門は解散することになる。一か月間に120時間のノルマが劇団員に課せられていたが、この契約変更により本数制に改められた。この体制変更により6期生は局に切り捨てられた形となり、テレビの仕事を得ることが難しくなった、6期生の一部は独自にグループを設立し、独自にテレビ局への売り込みを開始した。
雑誌『芸能』では、ラジオ東京放送劇団は1959年の時点で壊滅状態であると評し、劇団員を募集して育ても売り出すこともせずに飼い殺した局側の責任と評している。雑誌『新婦人』では、本数制に変更されたことで、普通の専属タレントとの違いが無くなり、劇団とは名ばかりと評し、ラジオのみの専属制度も中途半端であるとする声がある事を記した。
浦野光によれば1961年の新東宝の倒産で同社の専属だった俳優たちがテレビに進出し、放送劇団員はテレビの仕事を得られなくなったことで吹き替えの仕事を多くこなすようになっていった証言している。新劇の若手俳優のテレビ進出やテレビタレントの存在も放送劇団員の仕事を得られなくなった理由とされる。
1966年1月、TBSラジオ部門の人員縮小の流れを受けてラジオ部門から外れる。
1969年、ラジオドラマの減少に伴い10月をもって劇団員との契約の解除を決定。1959年の契約体勢の変更の影響で、劇団員は全盛期の60人から減少し、1961年の時点では27人（男性14人、女性13人）。1969年の時点では11人となっていた。
同年5月の劇団総会の場において解散がラジオ局次長を通じて伝えられた。同年1月に劇団員が労働組合に加盟していたことから組合が会社との交渉を行っていたが、合意に至らなかったため、劇団員との個別交渉を開始。
11人の劇団員の内、4人は契約解除に応じ、さらに4人が12月までの契約延長の後に退職。残る3人は契約の継続を主張した。その中の1人、明石一は交渉の中でラジオ局の正社員としての雇用を約束されたにもかかわらず、反故されたとして、ハンガーストライキを行い、さらに地位保全仮処分の申請を行ったが東京地裁に却下された。同年5月、明石は本訴訟の手続きを取り、彼との裁判は1977年4月まで続いた。
TBS側はこの事態を受けて劇団の解散を撤回することで明石のハンストを解除させようとしたが、明石はそれをご都合主義として受け入れなかった。

## 所属していた俳優

### 男性
- 明石一 - 2期生[20]
- 朝戸鉄也 - 4期生[22]、テレビ劇団員 [23]
- 天草四郎 - 1期生[24][2]
- 天田俊明 - 6期生[11]
- 石原良  - 4期生[22]、テレビ劇団員[23]
- 泉大助 - 4期生[9][22]、テレビ劇団員[23]
- 浦野光 - テレビ劇団員 [23]
- 大木民夫[25][23][26]
- 大平透 - 4期生[11][9][22]、テレビ劇団員[23]
- 緒方敏也 - 1期生[25][23][2]
- 沖竜太 - 4期生[2]、テレビ劇団員[25][23]
- 兼本新吾[2]
- 久野四郎[2]
- 桑原たけし - 6期生[27]
- 嵯峨隆一 - 3期生[28]
- 塩見竜介[29]
- 杉浦宏策[25]
- 高山栄 - テレビ劇団員[25][23]
- 滝口順平 - 1期生[24][22]
- 田中信夫 - 6期生[11]
- 千葉耕市 - 2期生[22]
- 中曽根雅夫 - 6期生[11]
- 中村正[25][23]
- 西桂太[2]
- 湊俊一[25][23]

### 女性
- 浦川麗子 - 2期生[14]
- 小幡昭子[30]
- 金子亜矢子 - 1期生[31]
- 北浜晴子 - 6期生[32]
- 斉藤昌 - 1期生[33]
- 貴家堂子 - 6期生[34]
- 白川澄子[35]
- 白石奈緒美 - 4期生[9][22][11]
- 高橋和枝[23]
- 寺島信子 - 1期生[28][6]
- 富沢志満 - 4期生[36]、テレビ劇団員[23]
- 橋本菊子 - 1期生[23][37]
- 前田敏子 - 1期生[2] [38]
- 松浦淑恵[9][39]
- 向井真理子 - 4期生[5][39][9]
- 山本嘉子 - 6期生[40]
- 渡辺知子 - 4期生[36]、テレビ劇団員[23]

## ユニット出演番組
- 今日もどこかで（1957年）[15]
- 愛情物語（1958年）[15]

## TBS放送劇団の流れを組む事務所
- 青年工房[16]
- 土の会[41]
- 大平プロダクション[41]